# Puys
Puys is een gehucht en badplaats in de Franse gemeenten Dieppe en Petit-Caux in het departement Seine-Maritime in Normandië. Puys ligt aan de Kanaalkust. De plaats ligt in het noordoosten van Neuville-lès-Dieppe (gemeente Dieppe) en in het westen van Bracquemont (gemeente Petit-Caux).
Puys ligt aan een toegang tot het strand vanaf de rotskliffen.

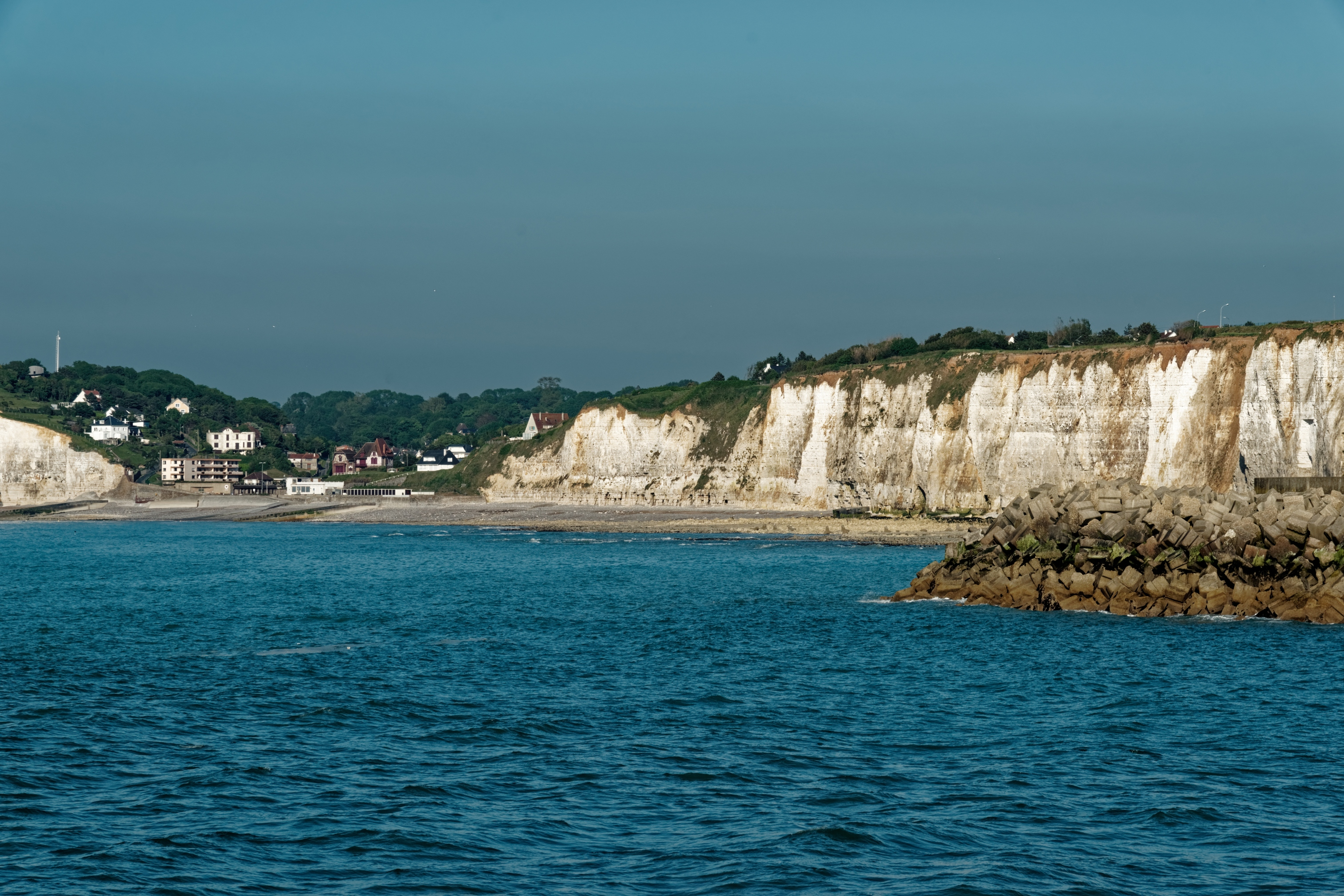
Zicht op Puys

## Geschiedenis
Op de 18de-eeuwse Cassinikaart is de plaats aangeduid als Puy. Net ten noorden, tussen de plaats en de kust geeft de kaart het Camp de Cezar aan.
Op het eind van het ancien régime op het eind van de 18de eeuw, toen de gemeenten werden gecreëerd, kwam de plaats te liggen op de grens van de gemeente Neuville-lès-Dieppe in het westen en Bracquemont in het oosten.

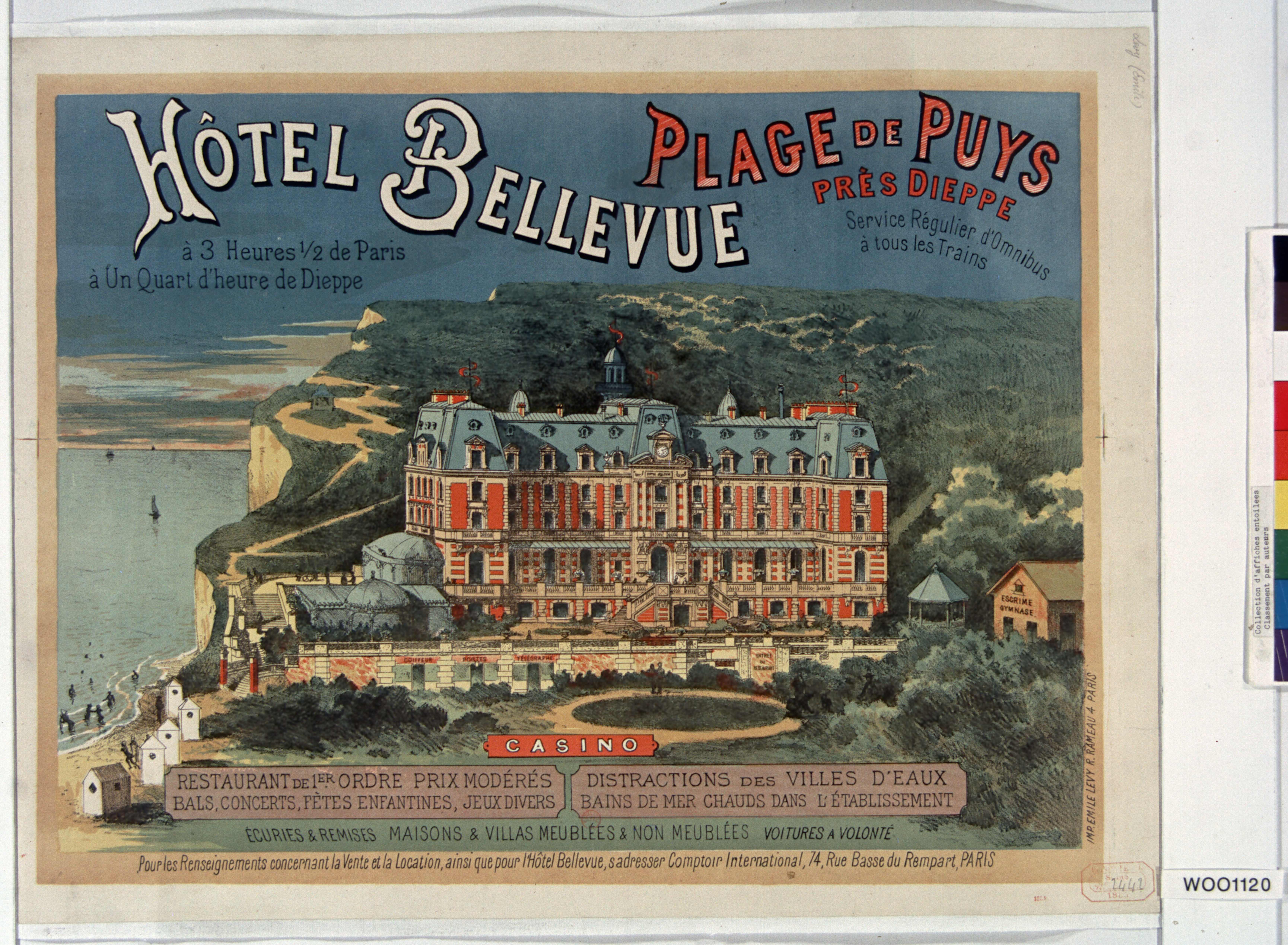
Hôtel Bellevue

De Carte d'état-major uit het midden van de 19de eeuw duidt het gehucht aan als Le Puit.
In de tweede helft van de 19de eeuw ontwikkelde Puys zich tot een badplaats, met onder meer de oprichting van het Hôtel Bellevue.
In 1870 vestigde schrijver Alexandre Dumas zich in Puys in het huis van zijn zoon. Hij overleed er later dat jaar. Het Hôtel Bellevue werd midden de jaren 1920 gesloopt.
In de Tweede Wereldoorlog was het strand van Puys een van de landingsplaatsen van de geallieerde aanval op Dieppe op 19 augustus 1942.
In 1979 werd de gemeente Neuville-lès-Dieppe bij de Dieppe gevoegd, zodat het westelijk stuk van Puys in Dieppe kwam te liggen.
In 2016 werd Bracquemont met het oostelijk stuk van Puys een deel van de commune nouvelle Petit-Caux, die ontstond uit de fusie van Bracquemont met 17 andere gemeenten.

## Bezienswaardigheden
- Het Royal Regiment of Canada Memorial, voor de Canadezen die sneuvelden bij de aanval van 1942
- Ten noordoosten van Puys bevindt zich het Camp de César of Cité de Limes, een oppidum dat zou dateren uit de Keltische of Gallo-Romeinse periode.[1]

Dieppe · Janval · Neuville-lès-Dieppe · Le Pollet · Puys · Val Druel
Deelgemeenten: Assigny · Auquemesnil · Belleville-sur-Mer · Berneval-le-Grand · Biville-sur-Mer · Bracquemont · Brunville · Derchigny · Glicourt · Gouchaupre · Greny · Guilmécourt · Intraville · Penly · Saint-Martin-en-Campagne · Saint-Quentin-au-Bosc · Tocqueville-sur-Eu · Tourville-la-Chapelle

Overige plaatsen: Bois Ricard · Englesqueville · Graincourt · le Petit Berneval · Puys · Saint-Martin-Plage · Vassonville